# غسانة
غسانة إحدى قرى الجمهورية التونسية، تقع في ولاية بنزرت قرب مدينة جومين.

### مواضيع ذات علاقة
- ولاية بنزرت.